# II liga polska w piłce nożnej (1950)
II liga 1950 – 2. edycja rozgrywek ogólnokrajowych drugiego poziomu ligowego piłki nożnej mężczyzn w Polsce. Wzięło w nich udział 20 drużyn, grając w dwóch grupach systemem kołowym. Sezon ligowy rozpoczął się w marcu 1950, ostatnie mecze rozegrano w listopadzie 1950.
| Poziomy rozgrywkowe w sezonie 1950 | Poziomy rozgrywkowe w sezonie 1950 | Poziomy rozgrywkowe w sezonie 1950 |
| Rozgrywki                          | P                                  | Nazwa                              |
| ---------------------------------- | ---------------------------------- | ---------------------------------- |
| Centralne                          | I                                  | I liga                             |
| Centralne                          | II                                 | II liga                            |
| Okręgowe (20 okręgów)              | III                                | A klasa                            |
| Okręgowe (20 okręgów)              | IV                                 | B klasa                            |
| Okręgowe (20 okręgów)              | V                                  | C klasa                            |

## Drużyny

### Grupa Wschód
| Uczestnicy poprzedniej edycji                                                                                 | Uczestnicy poprzedniej edycji | Uczestnicy poprzedniej edycji | Uczestnicy poprzedniej edycji |
| --- | ----------------------------- | ----------------------------- | ----------------------------- |
| grupa południowa                                                                                              |                               |                               |                               |
| OGT | Ogniwo Tarnów                 | 2                             |                               |
| SLI | Stal Lipiny                   | 3                             |                               |
| OCZ | Ogniwo Częstochowa            | 4                             |                               |
| SKC | Stal Katowice                 | 5                             |                               |
| ZCH | Związkowiec Chełmek           | 6                             |                               |
| ZPR | Związkowiec Przemyśl          | 8                             |                               |
| grupa północna                                                                                                |                               |                               |                               |
| OWL | OWKS Lublin                   | 2                             |                               |
| Spadek z I ligi 1949                                                                                          |                               |                               |                               |
| OBT | Ogniwo Bytom                  | 11                            |                               |
| Awans z klasy A 1949                                                                                          |                               |                               |                               |
| zwycięzcy baraży o awans                                                                                      |                               |                               |                               |
| WŁC | Włókniarz Częstochowa         | 3                             |                               |
| KOP | Kolejarz Przemyśl             | 4                             |                               |
| Oznaczenia: - kolumna pierwsza – skróty nazw drużyn, - kolumna trzecia – miejsce zajęte w poprzednim sezonie. |                               |                               |                               |

### Grupa Zachód
| Uczestnicy poprzedniej edycji                                                                                 | Uczestnicy poprzedniej edycji | Uczestnicy poprzedniej edycji | Uczestnicy poprzedniej edycji |
| --- | ----------------------------- | ----------------------------- | ----------------------------- |
| grupa południowa                                                                                              |                               |                               |                               |
| BUŚ | Budowlani Świdnica            | 7                             |                               |
| grupa północna                                                                                                |                               |                               |                               |
| ZWR | Związkowiec Radom             | 3                             |                               |
| KOT | Kolejarz Toruń                | 4                             |                               |
| KOW | Kolejarz Ostrów Wielkopolski  | 5                             |                               |
| WCH | Włókniarz Chodaków            | 6                             |                               |
| WID | Włókniarz Widzew Łódź         | 7                             |                               |
| GSZ | Gwardia Szczecin              | 8                             |                               |
| Spadek z I ligi 1949                                                                                          |                               |                               |                               |
| BUG | Budowlani Gdańsk              | 12                            |                               |
| Awans z klasy A 1949                                                                                          |                               |                               |                               |
| zwycięzcy baraży o awans                                                                                      |                               |                               |                               |
| STS | Stal Sosnowiec                | 1                             |                               |
| KBD | Kolejarz Bydgoszcz            | 2                             |                               |
| Oznaczenia: - kolumna pierwsza – skróty nazw drużyn, - kolumna trzecia – miejsce zajęte w poprzednim sezonie. |                               |                               |                               |

Uwaga – w związku z wcieleniem klubów do zrzeszeń sportowych doszło do szeregu zmian nazw drużyn w porównaniu z poprzednim sezonem:
- Budowlani Gdańsk – wcześniej Lechia Gdańsk;
- Budowlani Świdnica – wcześniej Polonia Świdnica;
- Kolejarz Ostrów Wielkopolski – wcześniej Ostrovia Ostrów Wielkopolski;
- Kolejarz Przemyśl – wcześniej Czuwaj Przemyśl;
- Kolejarz Toruń – wcześniej Pomorzanin Toruń;
- Ogniwo Częstochowa – wcześniej Skra Częstochowa;
- Ogniwo Tarnów – wcześniej Tarnovia Tarnów;
- OWKS Lublin – wcześniej Lublinianka;
- Stal Lipiny – wcześniej Naprzód Lipiny;
- Włókniarz Chodaków – wcześniej Bzura Chodaków;
- Włókniarz Częstochowa – wcześniej Victoria Częstochowa;
- Włókniarz Widzew Łódź – wcześniej Widzew Łódź;
- Związkowiec Chełmek – wcześniej KS Chełmek;
- Związkowiec Przemyśl – wcześniej Polonia Przemyśl;
- Związkowiec Radom – wcześniej Radomiak Radom.

## Rozgrywki
Liga podzielona została na dwie grupy. W latach nieparzystych podział był północ-południe, w latach parzystych wschód-zachód.
Uczestnicy obu grup rozegrali po 18 kolejek ligowych (razem po 90 spotkań) w dwóch rundach – wiosennej i jesiennej.
Zwycięzcą Grupy Wschód zostało Ogniwo Bytom, a w Grupie Zachód triumfowała Gwardia Szczecin. Mistrzowie grup II ligi uzyskali awans do I ligi, a zespoły z miejsc 9–10 spadły do klasy A w edycji.

### Grupa Wschód
| Lp. | Drużyna                   | M  | Z  | R | P  | Bramki | Bramki | Stos. | Pkt | Uwagi                     |
| --- | ------------------------- | -- | -- | - | -- | ------ | ------ | ----- | --- | ------------------------- |
| 1   | Ogniwo Bytom (M) (A)      | 18 | 13 | 3 | 2  | 50     | 15     | 3,333 | 29  | Awans do I ligi           |
| 2   | Stal Katowice (S)         | 18 | 12 | 2 | 4  | 53     | 29     | 1,828 | 26  | Drużyna wycofana1         |
| 3   | Ogniwo Tarnów             | 18 | 10 | 5 | 3  | 36     | 16     | 2,250 | 25  | Przeniesiona do grupy IV  |
| 4   | Stal Lipiny               | 18 | 9  | 2 | 7  | 47     | 24     | 1,958 | 20  | Przeniesiona do grupy III |
| 5   | Ogniwo Częstochowa        | 18 | 6  | 3 | 9  | 27     | 33     | 0,818 | 15  | Przeniesiona do grupy III |
| 6   | Związkowiec Chełmek       | 18 | 6  | 3 | 9  | 30     | 41     | 0,732 | 15  | Przeniesiona do grupy IV  |
| 7   | Związkowiec Przemyśl      | 18 | 5  | 5 | 8  | 24     | 43     | 0,558 | 15  | Przeniesiona do grupy IV  |
| 8   | OWKS Lublin               | 18 | 3  | 6 | 9  | 28     | 45     | 0,622 | 12  | Przeniesiona do grupy II  |
| 9   | Kolejarz Przemyśl (S)     | 18 | 4  | 4 | 10 | 18     | 36     | 0,500 | 12  | Spadek do Klasa A         |
| 10  | Włókniarz Częstochowa (S) | 18 | 3  | 5 | 10 | 22     | 53     | 0,415 | 11  | Spadek do Klasa A         |

### Grupa Zachód
| Lp. | Drużyna                          | M  | Z  | R | P  | Bramki | Bramki | Stos. | Pkt | Uwagi                    |
| --- | -------------------------------- | -- | -- | - | -- | ------ | ------ | ----- | --- | ------------------------ |
| 1   | Gwardia Szczecin (A)             | 18 | 10 | 6 | 2  | 43     | 28     | 1,536 | 26  | Awans do I ligi          |
| 2   | Stal Sosnowiec                   | 18 | 11 | 2 | 5  | 46     | 30     | 1,533 | 24  | Przeniesiona do grupy IV |
| 3   | Kolejarz Bydgoszcz               | 18 | 10 | 2 | 6  | 48     | 31     | 1,548 | 22  | Przeniesiona do grupy I  |
| 4   | Włókniarz Chodaków               | 18 | 10 | 1 | 7  | 43     | 33     | 1,303 | 21  | Przeniesiona do grupy II |
| 5   | Włókniarz Widzew Łódź            | 18 | 9  | 1 | 8  | 40     | 37     | 1,081 | 19  | Przeniesiona do grupy II |
| 6   | Budowlani Gdańsk                 | 18 | 8  | 3 | 7  | 32     | 31     | 1,032 | 19  | Przeniesiona do grupy I  |
| 7   | Kolejarz Toruń                   | 18 | 8  | 3 | 7  | 28     | 29     | 0,966 | 19  | Przeniesiona do grupy I  |
| 8   | Związkowiec Radom                | 18 | 5  | 1 | 12 | 31     | 44     | 0,705 | 11  | Przeniesiona do grupy II |
| 9   | Budowlani Świdnica (S)           | 18 | 3  | 4 | 11 | 21     | 45     | 0,467 | 10  | Spadek do Klasa A        |
| 10  | Kolejarz Ostrów Wielkopolski (S) | 18 | 4  | 1 | 13 | 23     | 47     | 0,489 | 9   | Spadek do Klasa A        |

## Finał honorowy
Po zakończeniu sezonu między zwycięzcami obu grup rozegrano dwumecz o honorowe (względnie „moralne”) mistrzostwo II ligi, którego zwycięzcą zostało Ogniwo Bytom:
- 19.XI.1950 (Szczecin): Gwardia Szczecin – Ogniwo Bytom 1:2 (1:2). Gole: Foryszewski / Wiśniewski, Szmyd[3].
- 26.XI.1950 (Bytom): Ogniwo Bytom – Gwardia Szczecin 1:0 (1:0). Gol: Wiśniewski 21'[4].